# Bălești (okręg Vaslui)
Bălești – wieś w Rumunii, w okręgu Vaslui, w gminie Cozmești. W 2011 roku liczyła 755 mieszkańców.